# У Париж! (оповідання)
«У Париж!» (рос. В Париж!) — оповідання А. П. Чехова, вперше опубліковане у 1886 році.

## Історія публікації й критика
Оповідання А. П. Чехова «У Париж!» написане у 1886 році, вперше опубліковане у журналі «Осколки», 1886, № 12 від 22 березня з підписом А. Чехонте.
Дійові особи оповідання обізнані про лікування від сказу методом французького бактеріолога і хіміка Луї Пастера. У Парижі до описуваного в оповіданні часу була відкрита міжнародна лікарня Пастера.
В оповіданні також згадуються питання правопису. В кінці ХІХ століття академік Я. К. Яків Карлович Грот опублікував праці з уніфікації російської мови. Грот зберіг літери ять, фіти, іжиця та і, проте їх вживання не було регламентовано певними правилами. А. П. Чехів 18 січня 1887 р. писав братові: «Якби від мене залежало, я скасував би і ять, і фіту (безглузда літера!), й іжицю, й і. Ці літери тільки заважають шкільній справі, вводять у конфуз ділових людей, яким немає часу вчитися граматичним тонкощам, і є абсолютно зайвою прикрасою нашої граматики».

## Сюжет
Одного разу ввечері з іменин поліцейського наглядача Вонючкіна поверталися додому секретар земської управи Грязнов і вчитель повітового училища Лампадкін. Обидва були п'яні і хиталися.
Між ними зайшла розмова про нову граматику Грота. Лампадкін міркував про те, як краще писати закінчення імен прикметників у родовому відмінку однини чоловічого роду — аго або ого… Грязнов зовсім не слухав міркування педагога, а задивився на те, як дві дюжини собак разом оточували чорну дворнягу і гавкали. Він вирішив втрутитися в цю подія і розізлив собаку, тому дворняжка вкусила його за палець. Мимохідь вона хапнула Лампадкіна за литку і втекла.
Прийшовши додому (педагог знімав житло і їв у секретаря), вони забули історію із собаками, але тут до них з'явився повітовий лікар Каташкін, сказавши, що люди бачили, як їх обох вкусила собака. Лікар оглянув рани, припалив їх ляпісом і пішов. На другий день до нього прийшов повітовий предводитель Хребтів, поцікавився їхнім здоров'ям після укусу можливо скаженої собаки і порадив їхати лікуватися в Париж, обіцяючи допомогти з фінансами і паспортами.
Лампадкіну не хотілося їхати, але після вмовлянь вони з Грязновим зібралися і поїхали на поїзді.
Через чотири дні після проводів сестри Грязнова побачили Лампадкіна з валізою, який йшов додому. Той пояснив, що приїхавши в Курськ, йому з Грязновим здалося дорого обідати в ресторані і вони пішли в шинок. Там секретар земської управи добре випив і став шуміти. На нього було складено протокол, потім у нього закінчилися гроші. На ті гроші, які лишилися, додому приїхав тільки Лампадкін. Грязнов ж просив прислати йому грошей, щоб повернутися.